# Književnost u 1944.
◄◄ | ◄ | 1941. | 1942. | 1943. | 1944.  | 1945. | 1946. | 1947. | ► | ►►
Arhitektura • Astronautika • Astronomija • Biologija • Film • Fotografija • Glazba • Kazalište • Kemija • Kiparstvo • Knjige • Književnost • Kršćanstvo • Meteorologija • Medicina • Planinarstvo • Politika • Pravo • Promet • Slikarstvo • Strip • Šport • Televizija • Znanost • Zrakoplovstvo • Željeznički promet
Književnost u 1944.

## Svijet

### Književna djela
- Patuljak, Pär Lagerkvist

### Smrti
- 15. studenog – Mary Edith Durham, britanska antropologinja, slikarica, znanstvena ilustratorica, spisateljica, putopiskinja i kolekcionarka (* 1863.)
- 30. prosinca – Romain Rolland, francuski romanopisac, dramatičar i muzikolog (* 1866.)

## Hrvatska i u Hrvata

### Književna djela
- Jama Ivana Gorana Kovačića

## Vanjske poveznice
|  | Zajednički poslužitelj ima još gradiva o temi Književnost u 1944. |